# Esenbeckia fuscipes
Esenbeckia fuscipes är en tvåvingeart som beskrevs av Günther Enderlein 1925. Esenbeckia fuscipes ingår i släktet Esenbeckia och familjen bromsar. Inga underarter finns listade i Catalogue of Life.